# Microthyrium inconspicuum
Microthyrium inconspicuum är en svampart som beskrevs av J.P. Ellis 1977. Microthyrium inconspicuum ingår i släktet Microthyrium och familjen Microthyriaceae.   Inga underarter finns listade i Catalogue of Life.